# Teri Steer-Tunks
Teri Steer-Tunks (Estados Unidos, 30 de octubre de 1975) es una atleta estadounidense retirada especializada en la prueba de lanzamiento de peso, en la que consiguió ser medallista de bronce mundial en pista cubierta en 1999.

## Carrera deportiva
En el Campeonato Mundial de Atletismo en Pista Cubierta de 1999 ganó la medalla de bronce en el lanzamiento de peso, llegando hasta los 18.86 metros, siendo superada por la rusa Svetlana Krivelyova (oro con 19.08 metros) y la polaca Krystyna Zabawska (plata con 19.00 metros).